# サルバイ条約
サルバイ条約（サルバイじょうやく、英語：Treaty of Salbai, マラーティー語：सालबाईचा तह）は、1782年5月17日にインドのサルバイにおいて、イギリス東インド会社とマラーター王国との間に結ばれた第一次マラーター戦争の講和条約。
サールバイ条約、サールバーイー条約とも呼ばれる。

## 概要
1775年以降、イギリスはマラーター王国の前宰相ラグナート・ラーオに加担し、第一次マラーター戦争を行っていたが、1781年になるとイギリス劣勢に傾きつつあった。一方、南インドでの第二次マイソール戦争では、マイソール王国軍にマドラスが包囲されるなど、ボンベイ方面よりむしろマドラス方面に大軍を派遣する必要が出てきた。
イギリスもさすがに第一次マラーター戦争と第二次マイソール戦争の両方を相手にすることはできなかった。ベンガル総督ウォーレン・ヘースティングズはそのため、第一次マラーター戦争を終結させるよう決定した。
こうして、イギリスはマラーター諸侯マハーダージー・シンディアに講和を持ちかけ、1782年5月17日にサルバイ（現地名サールバーイー）にて、講和条約サルバイ条約を締結した。
それは以下のような内容であった。
- イギリスはプランダル条約締結以降に征服した領土をマラーターに返還する。ただし、返還された地にフランス人を入れてはならない
- マハーダージーにジャムナー川以西の地の領有を認める
- イギリスはマラーター王国の宰相として認める
- イギリスは前宰相ラグナート・ラーオに年金を払う
- イギリスはサルセットとバルーチの支配権を認められる
- マラーター王国はマイソール王国との戦争に協力する

この条約はウォーレン・ヘースティングズにもナーナー・ファドナヴィースにも認められ、第一次マラーター戦争は終結した。そして、両勢力は第二次マラーター戦争が勃発するまで20年の平和を保った。